# Inostemma oculare
Inostemma oculare är en stekelart som beskrevs av Austin 1984. Inostemma oculare ingår i släktet Inostemma och familjen gallmyggesteklar. Inga underarter finns listade i Catalogue of Life.